# Nikolai Sergejewitsch Syssujew
Nikolai Sergejewitsch Syssujew (russisch Николай Сергеевич Сысуев; * 19. Mai 1999 in Nischni Nowgorod) ist ein russischer Fußballtorwart.

## Karriere

### Verein
Syssujew begann seine Karriere bei Olimpijez Nischni Nowgorod. Im Juni 2017 spielte er erstmals für die erste Mannschaft von Olimpijez in der drittklassigen Perwenstwo PFL. Am Ende der Saison 2016/17 stieg er mit Nischni Nowgorod in die Perwenstwo FNL auf. Sein Zweitligadebüt folgte dann im April 2018 gegen den FK Jenissei Krasnojarsk. Bis zum Ende der Saison 2017/18 absolvierte er sieben Zweitligapartien. In der Saison 2018/19 hütete er in den ersten neun Spieltagen das Tor des mittlerweile FK Nischni Nowgorod genannten Zweitligisten, ehe er von Artur Anissimow abgelöst wurde. Anschließend kam er nicht mehr zum Einsatz.
In der COVID-bedingt abgebrochenen Saison 2019/20 bekam Syssujew dann wieder häufiger den Vortritt, insgesamt spielte er 14 Mal in der FNL. In der Saison 2020/21 war er wieder nur noch Ersatztormann und absolvierte vier Zweitligapartien. Zu Saisonende stieg er mit Nischni Nowgorod in die Premjer-Liga auf. Kurz nach dem Aufstieg löste er seinen Vertrag im September 2021 allerdings auf. Nach mehreren Monaten ohne Klub wechselte er im Januar 2022 zum Zweitligisten FK Orenburg. In Orenburg wurde er als dritter Tormann verpflichtet, sodass er bis zum Ende der Saison 2021/22 nie zum Einsatz kam. Mit Orenburg stieg er ebenfalls in die Premjer-Liga auf.

### Nationalmannschaft
Syssujew spielte zwischen September 2018 und Juni 2019 zweimal im russischen U-20-Team.